# PSRX Volkswagen Sweden
PSRX Volkswagen World RX Team Sweden est une équipe de rallycross engagée en championnat du monde de rallycross FIA. Elle reçoit le soutien officiel de Volkswagen depuis 2017, à la suite de l'arrêt du programme WRC par le constructeur allemand en 2016. L'équipe est née de la fusion entre la structure de Petter Solberg et l'équipe Volkswagen Team Sweden (anciennement Kristoffersson Motorsport). Le norvégien Petter Solberg et le suédois Johan Kristoffersson sont les pilotes de l'équipe. La Volkswagen Polo utilisée par l'équipe est une version adaptée au rallycross de la Volkswagen Polo WRC, avec pour différences principales un moteur développant plus de 600 cv et des différentiels simplement mécaniques.    
L'équipe est sacrée championne du monde par équipe en 2017 lors de l'épreuve de Lettonie, en même temps que son pilote Johan Kristoffersson.

## Résultats.

### Championnat d'Europe de rallycross

#### Supercar
| Année | Équipe                     | Voiture             | No. | Pilote               | 1     | 2     | 3       | 4     | 5      | 6   | 7   | 8   | 9   | ERX  | Points |
| ----- | -------------------------- | ------------------- | --- | -------------------- | ----- | ----- | ------- | ----- | ------ | --- | --- | --- | --- | ---- | ------ |
| 2013  | Volkswagen Dealer Team KMS | Volkswagen Scirocco | 61  | Johan Kristoffersson | GBR   | POR   | FRA     | NOR   | SUE 10 | BEL | NED | AUT | POL | 28th | 11     |
| 2013  | Volkswagen Dealer Team KMS | Volkswagen Scirocco | 62  | Pontus Tidemand      | GBR   | POR   | FRA     | NOR   | SUE 26 | BEL | NED | AUT | POL | 45th | 0      |
| 2014  | Volkswagen Dealer Team KMS | Volkswagen Polo     | 52  | Ole Christian Veiby  | GBR   | NOR   | BEL 10  | ALL   | ITA    |     |     |     |     | 29th | 7      |
| 2014  | Volkswagen Dealer Team KMS | Volkswagen Polo     | 53  | Johan Kristoffersson | GBR   | NOR   | BEL DSQ | ALL 3 | ITA 1  |     |     |     |     | 8th  | 30     |
| 2015  | Volkswagen Team Sweden     | Volkswagen Polo     | 52  | Ole Christian Veiby  | BEL 2 | ALL 7 | NOR 18  | BAR 1 | ITA 3  |     |     |     |     | 3rd  | 86     |

### Championnat du monde de rallycross

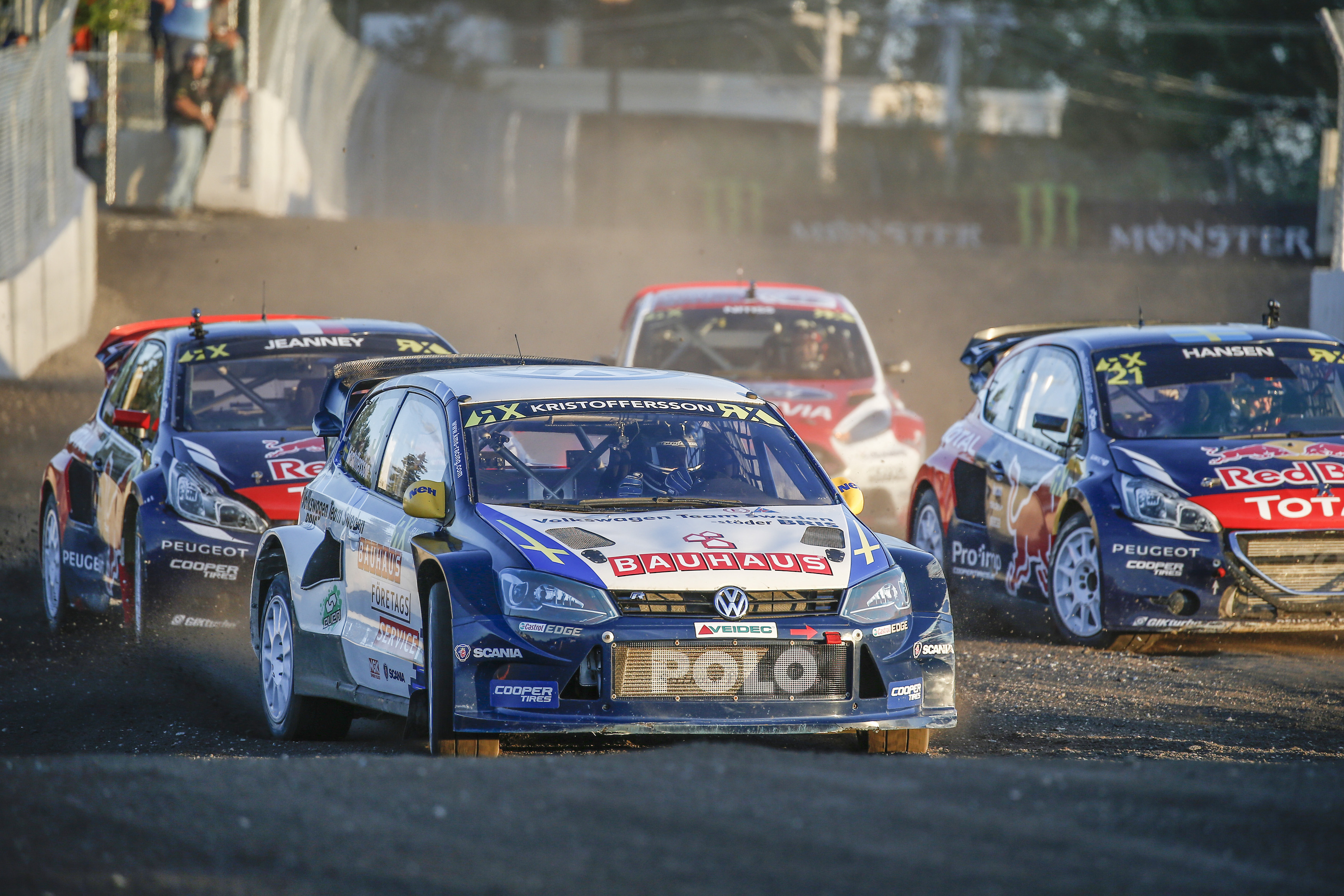
La Volkswagen Polo de Johan Kristoffersson en 2015

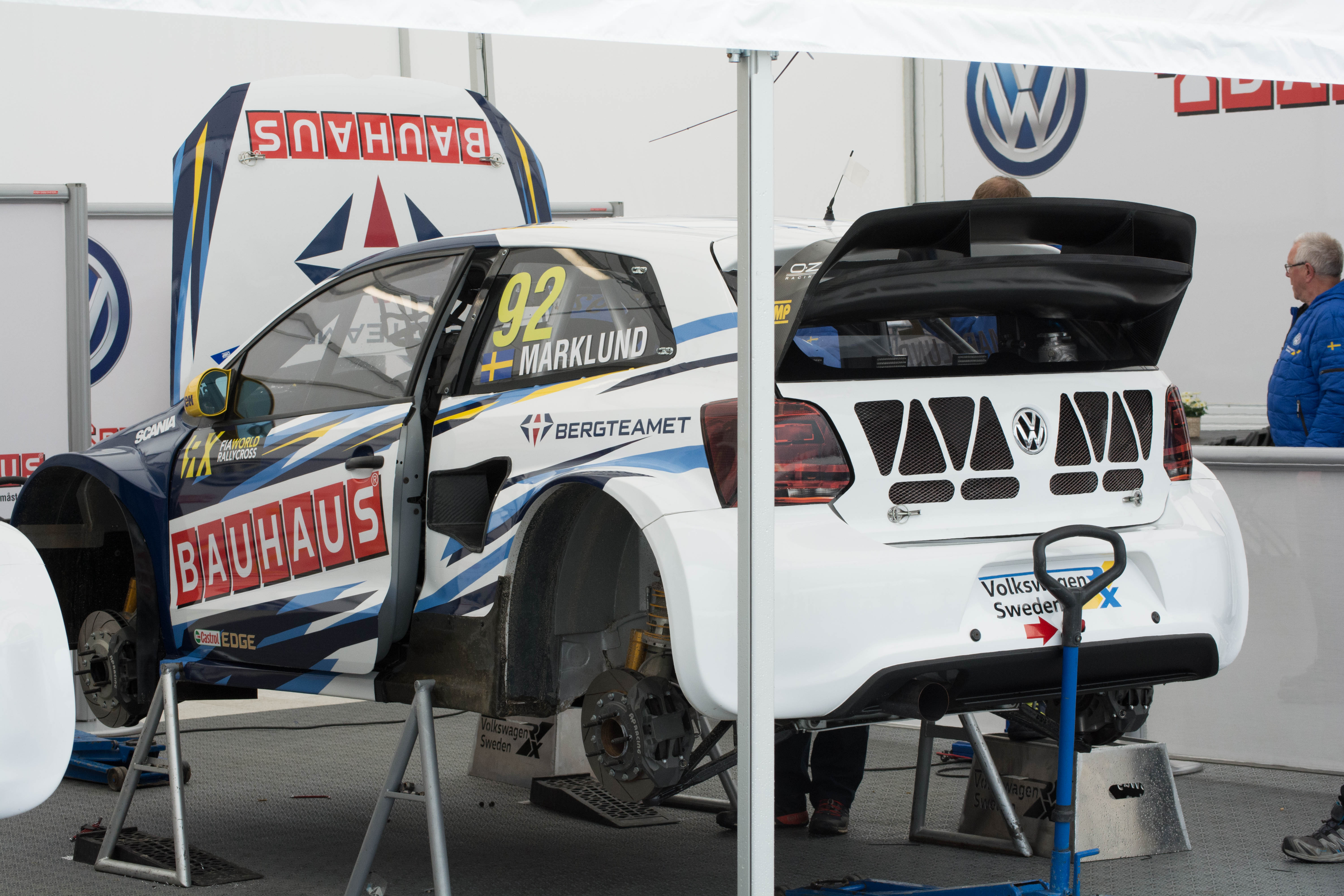
La Volkswagen Polo Supercar 2016 de l'équipe Volkswagen RX Sweden.

#### Supercar
| Année | Équipe                     | Voiture         | No. | Pilote               | 1      | 2      | 3      | 4      | 5      | 6      | 7      | 8      | 9      | 10     | 11     | 12     | 13     | WRX   | Points | Teams | Points |
| ----- | -------------------------- | --------------- | --- | -------------------- | ------ | ------ | ------ | ------ | ------ | ------ | ------ | ------ | ------ | ------ | ------ | ------ | ------ | ----- | ------ | ----- | ------ |
| 2014  | Volkswagen Dealer Team KMS | Volkswagen Polo | 52  | Ole Christian Veiby  | POR    | GBR    | NOR    | FIN    | SUE 21 | BEL 19 | CAN    | FRA    | ALL    | ITA    | TUR    | ARG    |        | NC    | 0      | N/A   | N/A    |
| 2014  | Volkswagen Dealer Team KMS | Volkswagen Polo | 53  | Johan Kristoffersson | POR    | GBR    | NOR    | FIN    | SUE 20 | BEL 3  | CAN    | FRA    | GER 8  | ITA 5  | TUR    | ARG    |        | 15th  | 33     | N/A   | N/A    |
| 2015  | Volkswagen Team Sweden     | Volkswagen Polo | 3   | Johan Kristoffersson | POR 1  | HOC 8  | BEL 7  | GBR 3  | ALL 4  | SUE 11 | CAN 11 | NOR 10 | FRA 4  | BAR 2  | TUR 3  | ITA 2  | ARG 13 | 3rd   | 234    | 4th   | 291    |
| 2015  | Volkswagen Team Sweden     | Volkswagen Polo | 52  | Ole Christian Veiby  | POR    | HOC    | BEL    | GBR    | ALL    | SUE 9  | CAN    | NOR    | FRA    | BAR    | TUR    | ITA    | ARG 10 | 19th  | 19     | 4th   | 291    |
| 2015  | Volkswagen Team Sweden     | Volkswagen Polo | 99  | Tord Linnerud        | POR 16 | HOC 11 | BEL 12 | GBR 9  | GER 5  | SUE 21 | CAN 20 | NOR 15 | FRA 18 | BAR 12 | TUR 11 | ITA 11 | ARG    | 14th  | 49     | 4th   | 291    |
| 2016  | Volkswagen RX Sweden       | Volkswagen Polo | 3   | Johan Kristoffersson | POR 6  | HOC 7  | BEL 6  | GBR 12 | NOR 7  | SUE 5  | CAN 3  | FRA    | BAR    | LAT    | ALL    | ARG    |        | 4th*  | 129*   | 3rd   | 188    |
| 2016  | Volkswagen RX Sweden       | Volkswagen Polo | 92  | Anton Marklund       | POR 9  | HOC 15 | BEL 4  | GBR 9  | NOR 15 | SUE 4  | CAN 6  | FRA    | BAR    | LET    | ALL    | ARG    |        | 10th* | 59*    | 3rd   | 188    |
| 2016  | Volkswagen RX Sweden       | Volkswagen Polo | 34  | Tanner Foust         | POR    | HOC    | BEL    | GBR 22 | NOR    | SUE    | CAN    | FRA    | BAR    | LET    | ALL    | ARG    |        | 27th* | 0*     | N/A   | N/A    |